# Juliusz Kossak

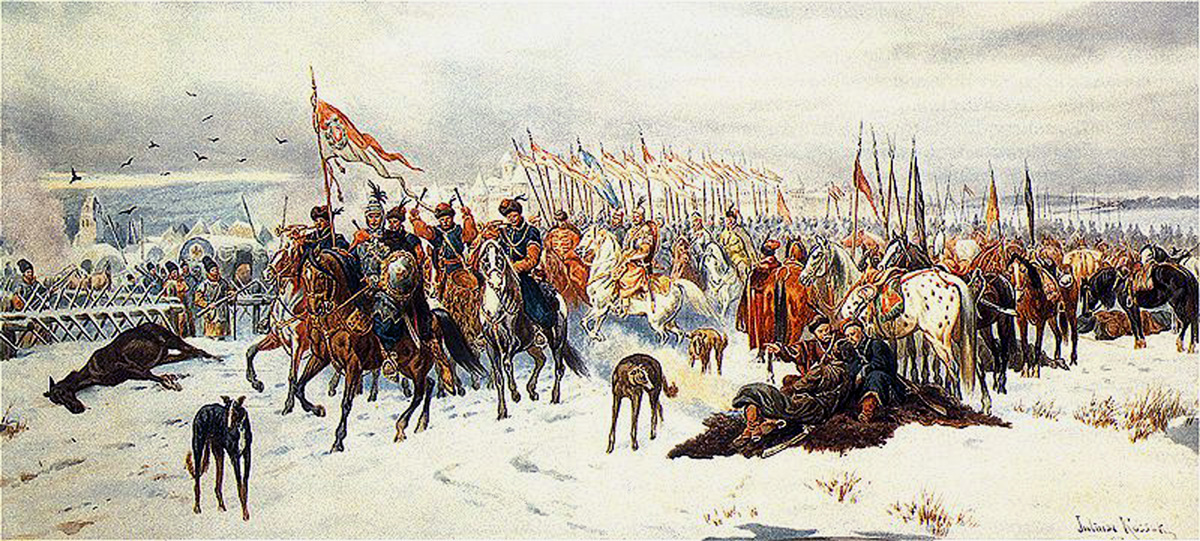
Juliusz Kossak, Sự cứu trợ của Smolensk bởi các lực lượng Ba Lan trong Chiến tranh Ba Lan – Muscovite (1605–18). Bức tranh phản ánh một giai đoạn lịch sử khi người Ba Lan còn có vị thế để đối mặt với người Nga một cách sòng phẳng, khác với giai đoạn mà người họa sĩ đang sống. Màu nước.

Juliusz Fortunat Kossak (Nowy Wiśnicz, 15 tháng 12 năm 1824 - 3 tháng 2 năm 1899, Kraków) là một họa sĩ vẽ tranh lịch sử người Ba Lan và là một bậc thầy về khả năng vẽ tranh minh họa chuyên về các cảnh chiến đấu, chân dung quân đội và ngựa. Ông là người đầu tiên trong một gia đình nghệ thuật kéo dài bốn thế hệ, là cha của họa sĩ Wojciech Kossak và ông nội của họa sĩ Jerzy Kossak.

## Cuộc đời

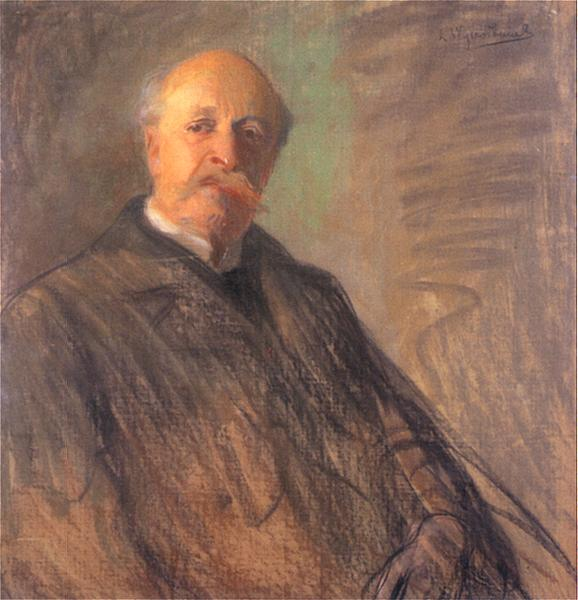
Juliusz Kossak, vẽ bởiWyczółkowski

Juliusz Kossak lớn lên tại Lwów trong thời điểm diễn ra cuộc binh biến Phân chia Ba Lan. Ông học ngành luật theo sự khuyến khích của mẹ và có bằng tại Đại học Lwów. Cùng thời điểm đó, ông cũng theo học hội họa cùng Jan Maszkowski và Piotr Michałowski. Bắt đầu từ năm 1844, Kossak đã làm việc trên các khoản hoa hồng cho tầng lớp quý tộc địa phương ở Małopolska, Podolia và Wolyn. Ông kết hôn với Zofia Gałczyńska vào năm 1855 và họ cùng nhau chuyến đến sống tại Paris trong 5 năm tiếp theo. Các con trai của ông được sinh ra tại đây, bao gồm hai anh em sinh đôi Wojciech và Tadeusz (vào đêm giao thừa 1856 – 1857) và Stefan vào năm 1858. Gia đình họ đến Warsaw vào năm 1860, nơi Kossak nhận vị trí phụ trách vẽ minh họa và thợ khắc chính cho tạp chí Tygodnik Illustrowany. Họ chuyển đến Munich sống một năm rồi đến năm 1868 thì tiếp tục định cư ở Kraków khi đã có 5 người con. Kossak mua một điền trang nhỏ ở đây, được biết đến với cái tên Kossakówka, nổi tiếng là nơi tổ chức nhiều buổi tụ họp về nghệ thuật và văn học mà Adam Asnyk, Henryk Sienkiewicz, Stanisław Witkiewicz, Józef Chełmoński cùng nhiều người khác thường xuyên lui tới. Juliusz Kossak đã sống và làm việc tại nơi này cho đến cuối đời. Năm 1880, ông được Hoàng đế Franz Joseph của Áo-Hungary trao tặng Huân chương Thập tự giá vì những thành tựu trong suốt sự nghiệp của mình.

## Tác phẩm
Kossak bắt đầu trưng bày tác phẩm của mình tại Ba Lan và một số nước khác từ năm 1854. Loại hình ưa thích của ông là màu nước, cả ở tranh khổ nhỏ hơn và khổ lớn. Ông là một đại diện đi đầu cho trường phái vẽ cảnh chiến trường Ba Lan, với chủ đề chính xoay quanh những mối quan tâm lớn người Ba Lan trong việc phản đối quân đội của quốc gia khác đến chiếm đóng đất nước họ. Ông là tác giả của hơn một chục bức tranh toàn cảnh miêu tả cảnh các kỵ binh Ba Lan trong trận chiến và cảnh quân đôi Ba Lan chiến đấu chống lại quân ngoại xâm.
Kossak cũng vẽ loạt các bức chân dung bằng dầu cho các gia đình quý tộc Ba Lan bao gồm Fredro, Gniewosz, Tyszkiewicz, Lipski và gia tộc Morstin. Những khung cảnh mộc mạc và mục vụ trong tranh của ông có thể là hội chợ ngựa, đám cưới đồng quê, chuyến du ngoạn săn bắn vào mùa đông, cảnh thần thoại và chuồng ngựa. Ông cũng vẽ nhiều tranh minh họa về văn học sử thi Ba Lan như Pan Tadeusz của Adam Mickiewicz, tiểu thuyết của Henryk Sienkiewicz, các tác phẩm của Wincenty Pol, Jan Chryzostom Pasek và những người khác. Ông cũng đã thiết kế nhiều huy chương danh dự khác nhau cho xưởng đúc Kraków.

## Một số bức tranh của ông

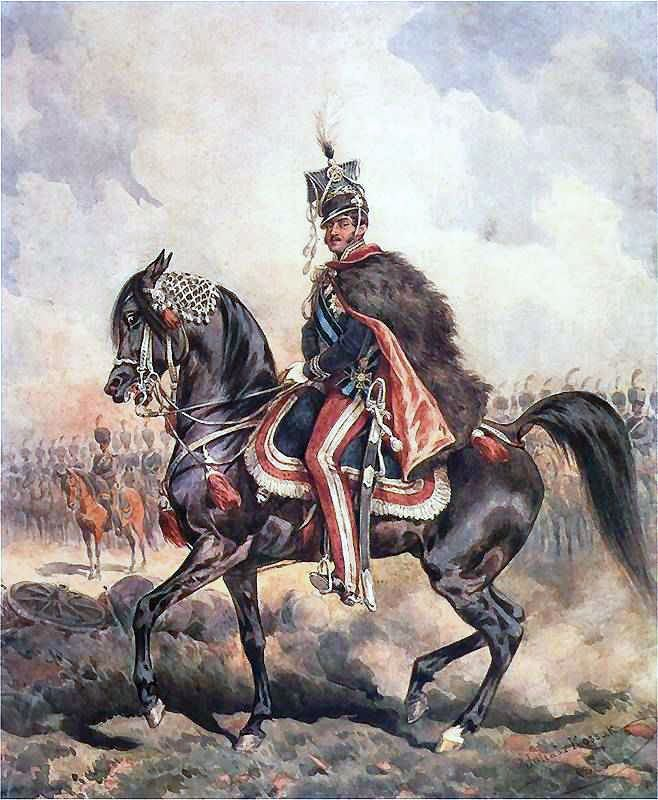
Hoàng tử Józef Poniatowski
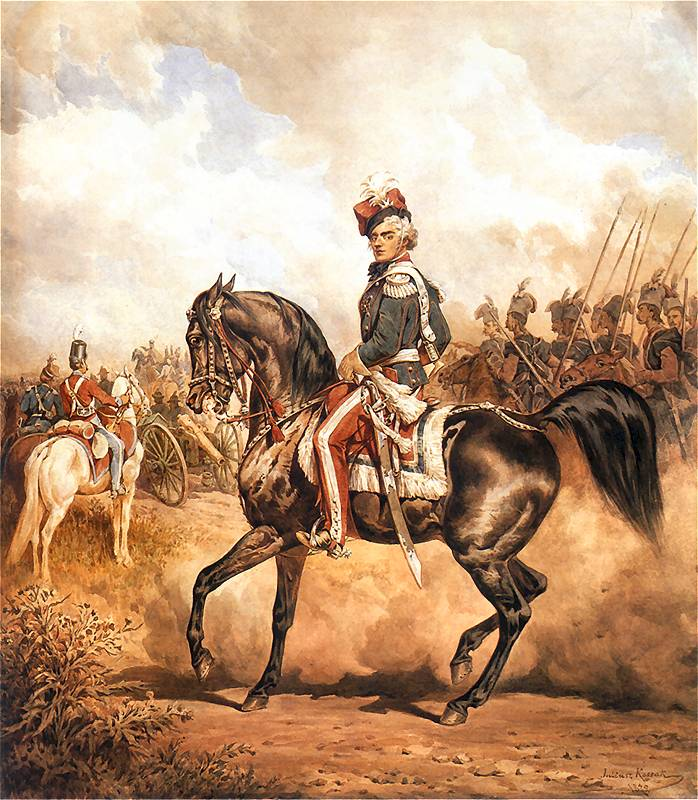
Hoàng tử Eustachy Erazm Sanguszko
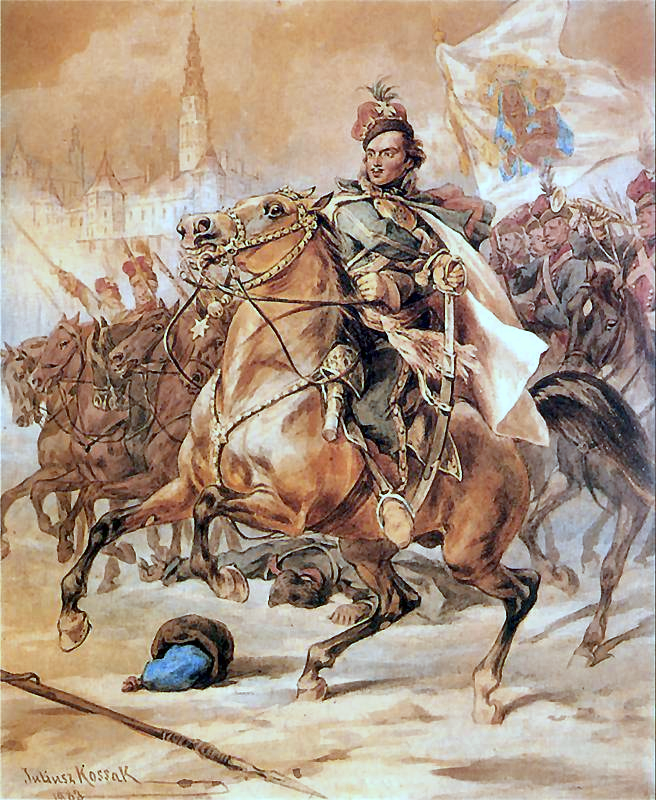
Tướng quân Kazimierz Pułaski
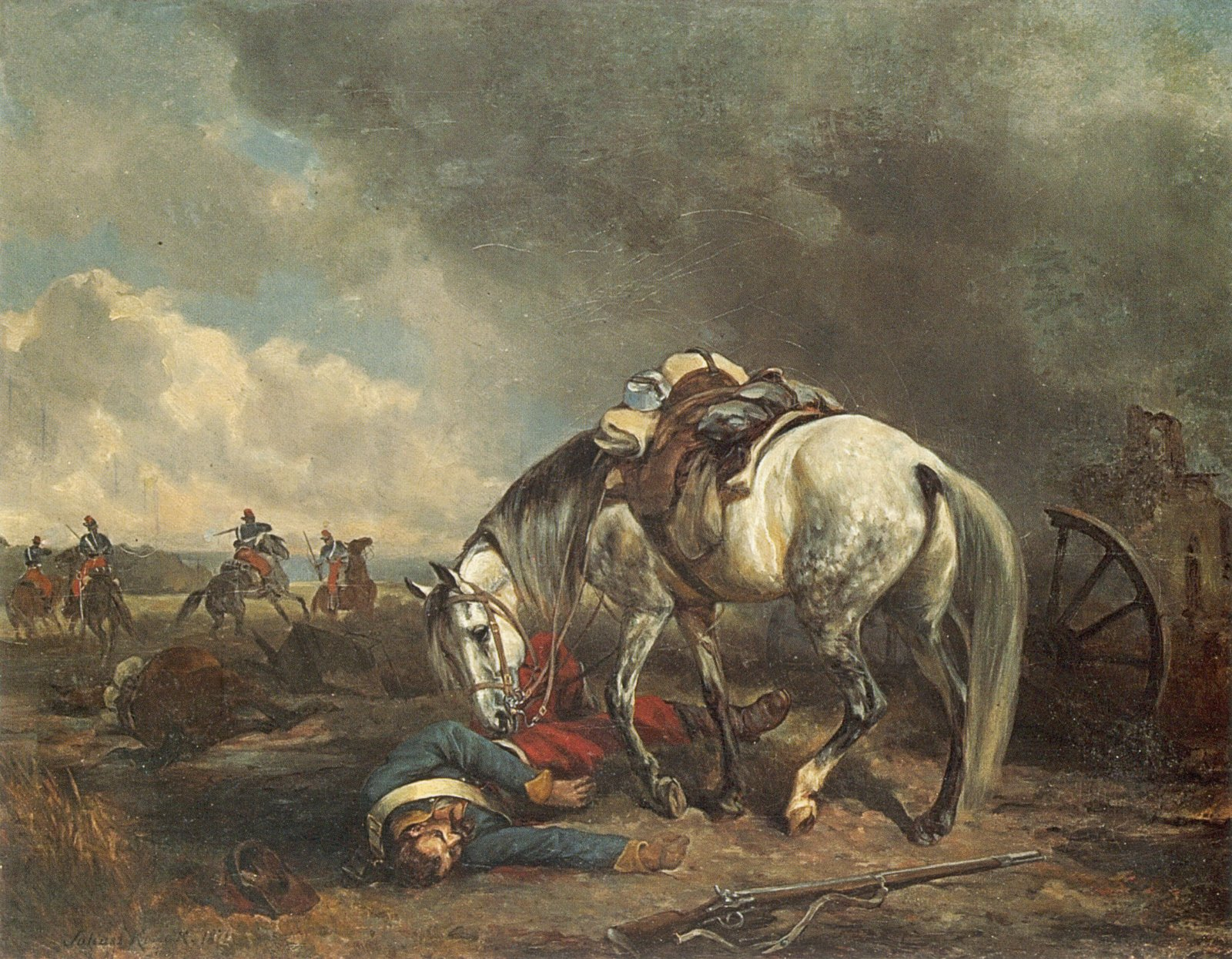
Bạn đồng hành trung tín
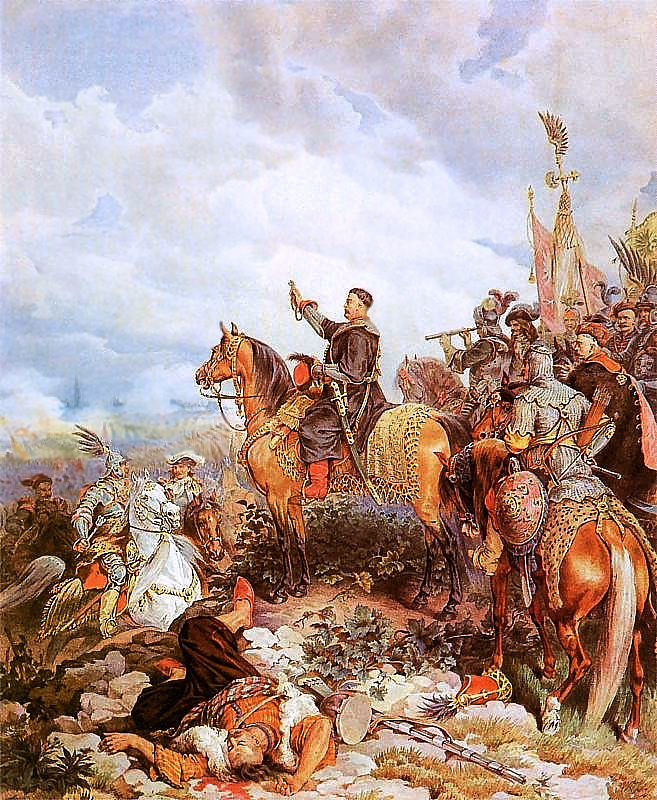
Vua John III Sobieski ban phước cho cuộc tấn công của quân Ba Lan trước quân Thổ Nhĩ Kỳ trong Trận Vienna vào năm 1683
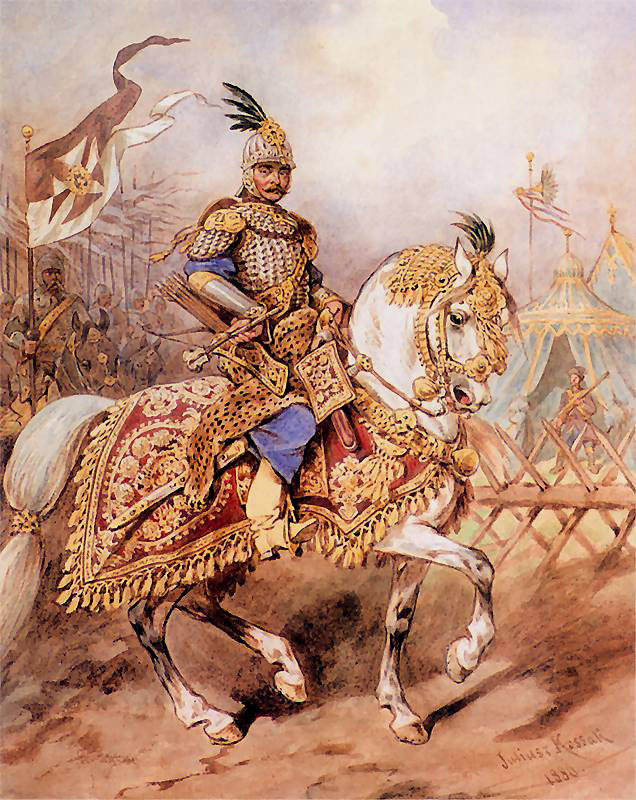
Chỉ huy Towarzysz pancerny
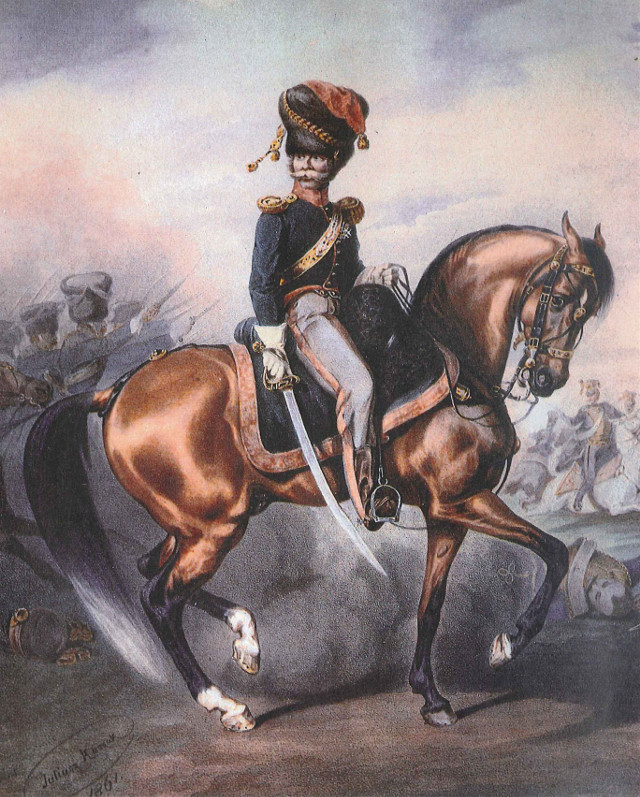
Đại tá Berek Joselewicz
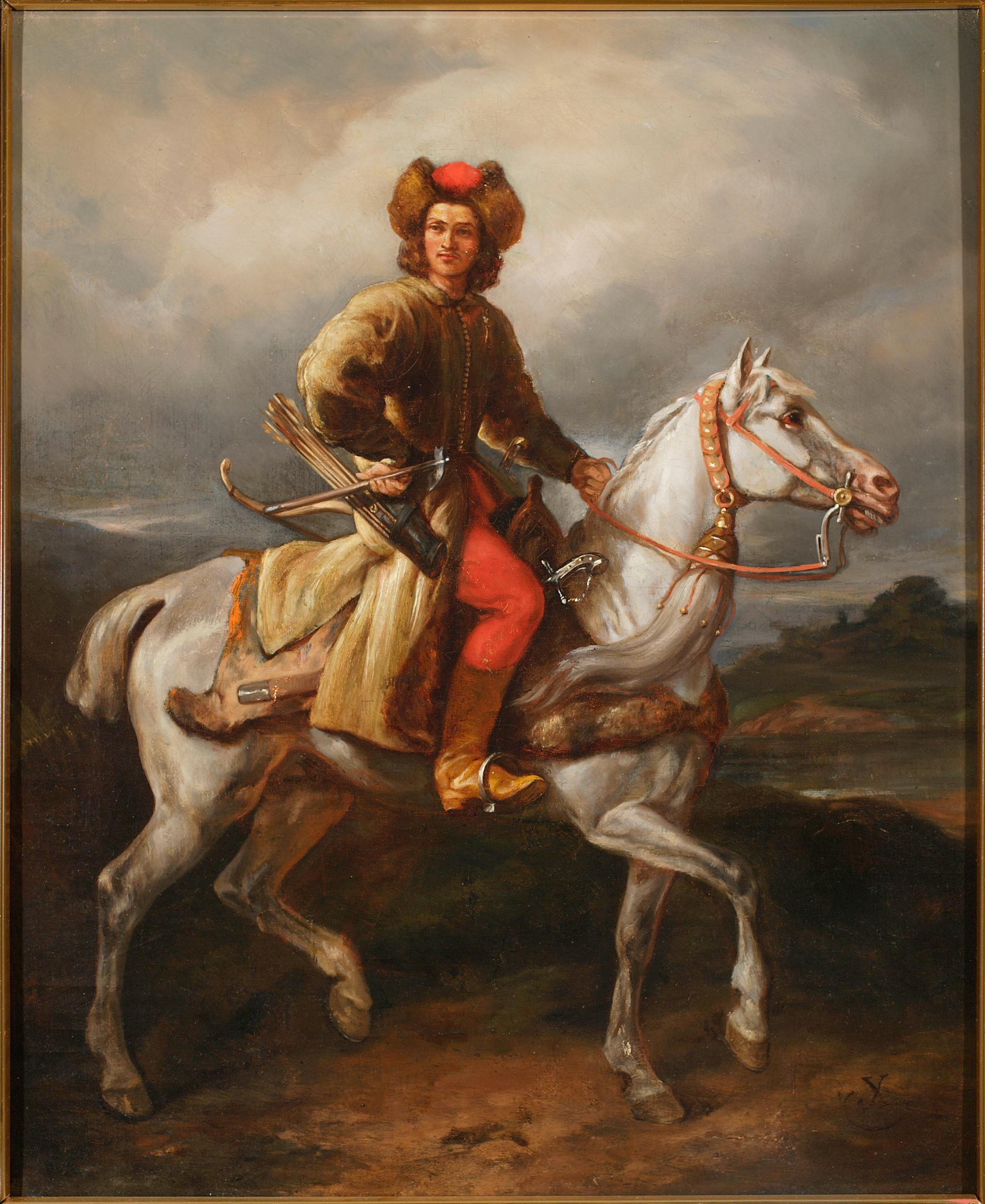
Kỵ binh hạng nhẹ Lisowczyk
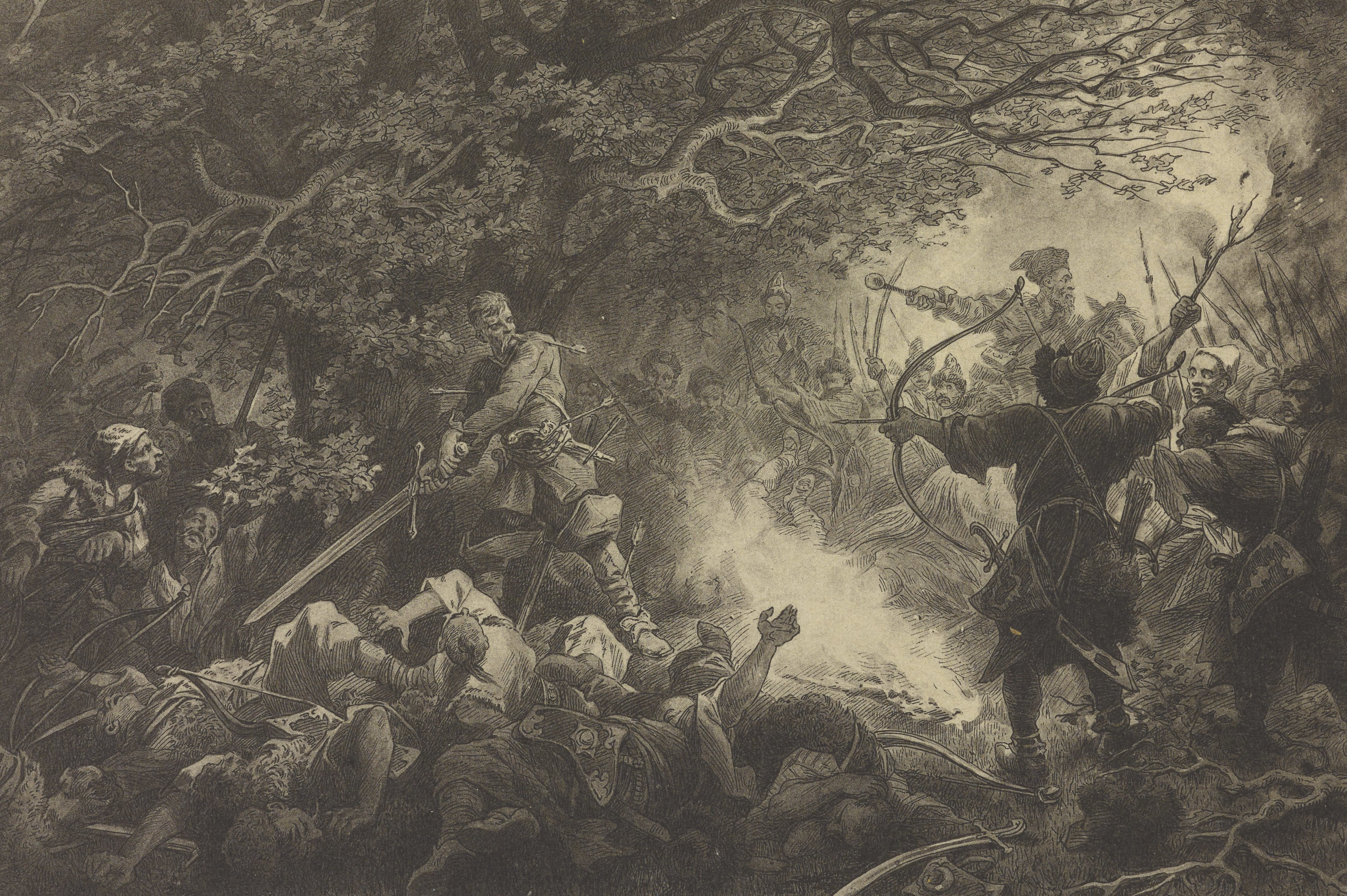
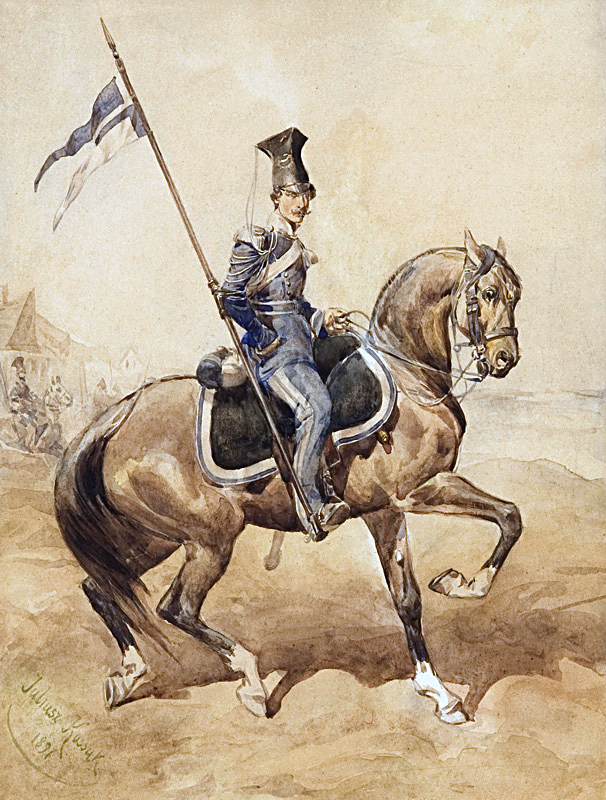
Uhlan của Vệ binh Quốc gia Ba Lan ở Lwów năm 1848
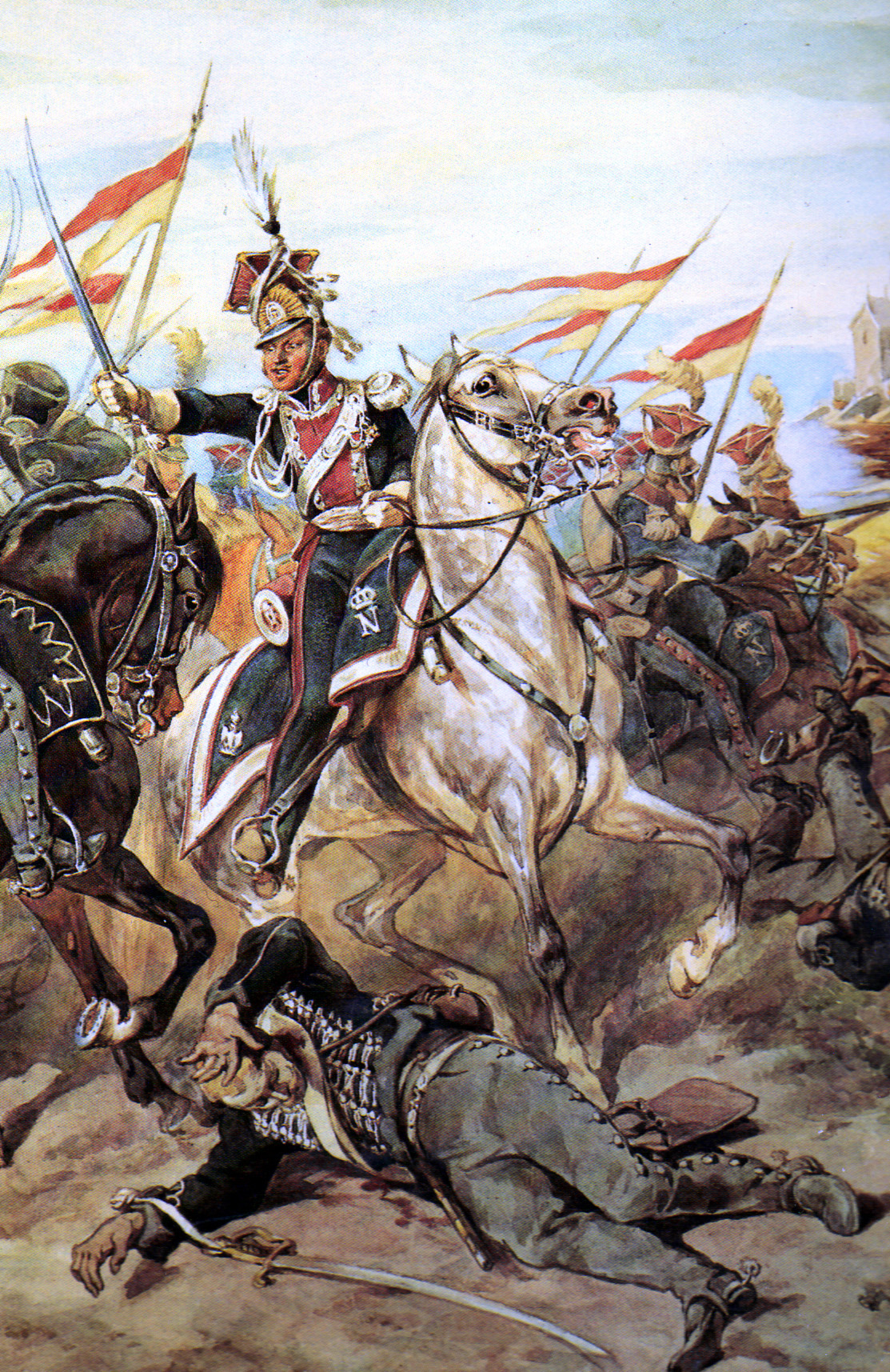
Kỵ binh hạng nhẹ của Quân đoàn Ba Lan (thời kỳ Napoléon)
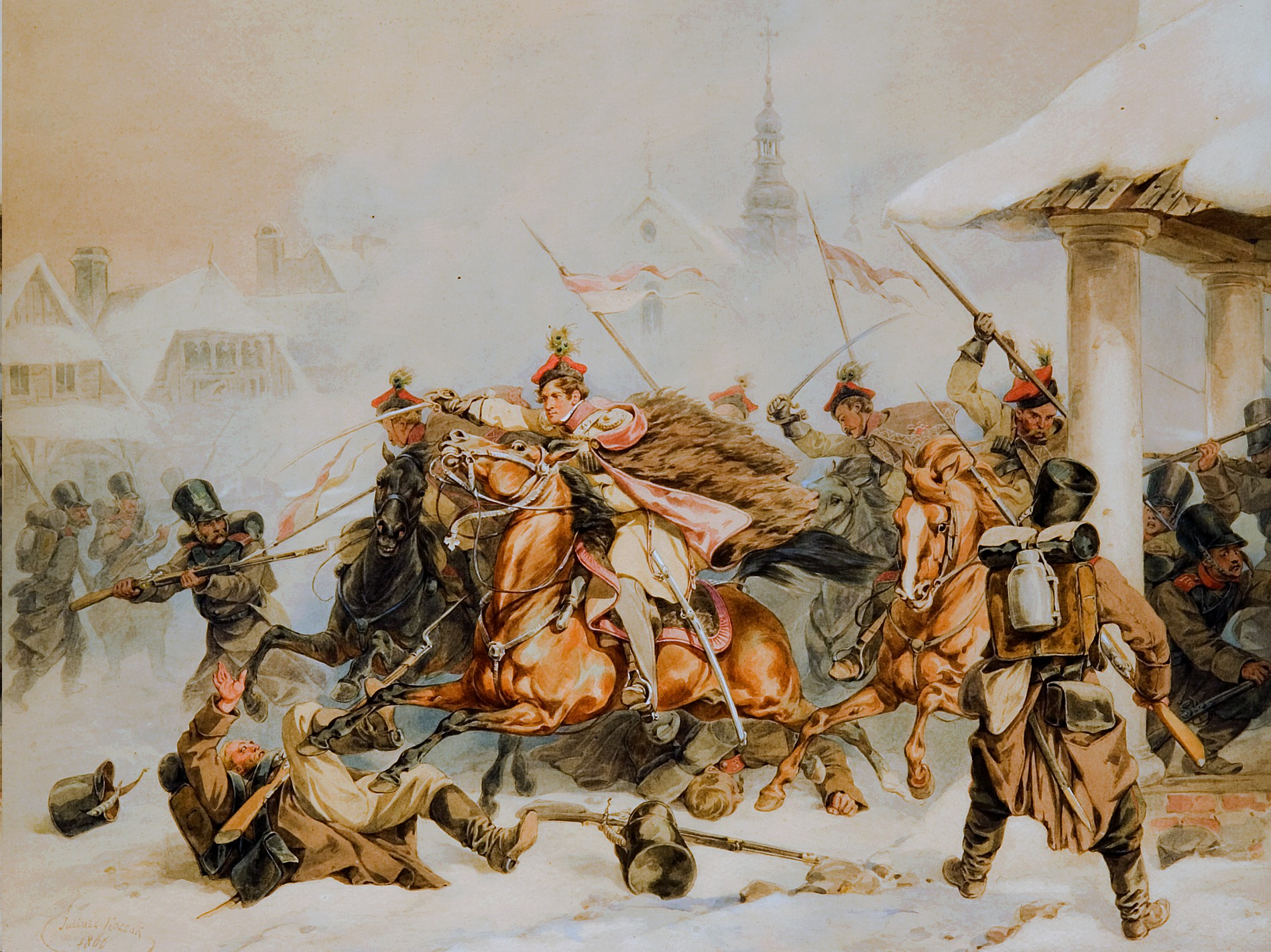
Cuộc nổi dậy tại Kraków 1846
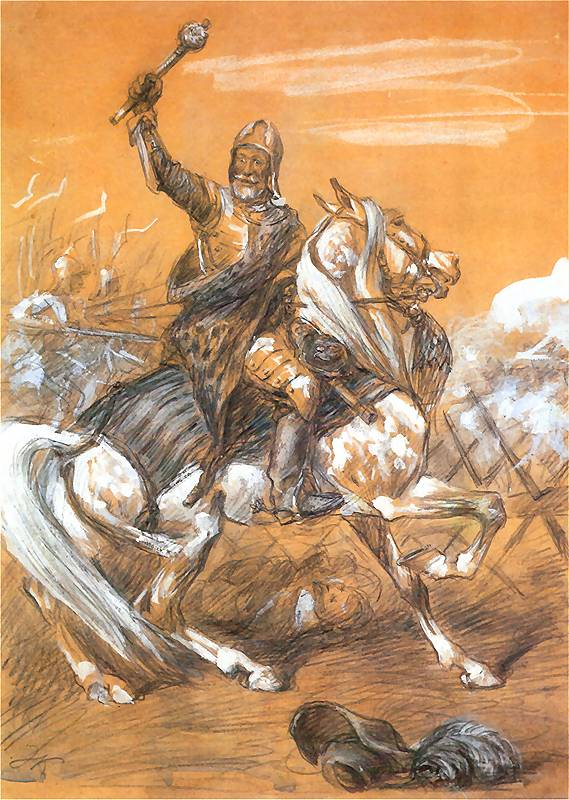
Kỵ sĩ Jan Karol Chodkiewicz
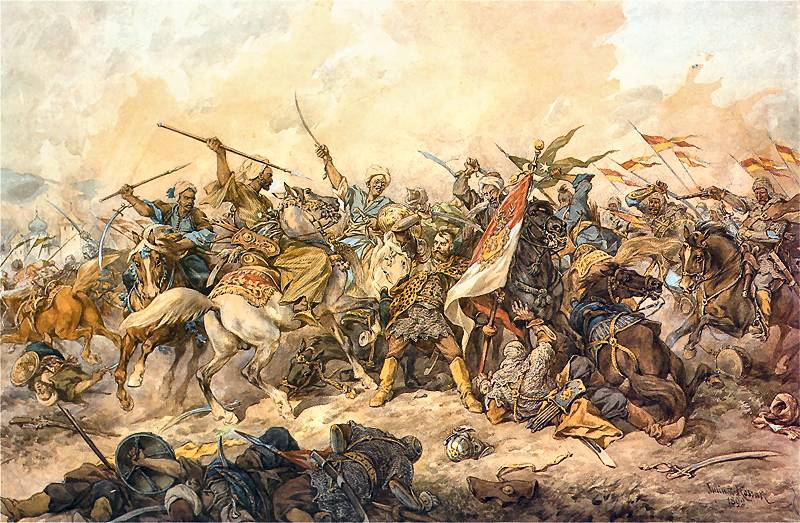
Krzysztof Gniewosz bảo vệ lá cờ Ba Lan tại Chocim